# آی‌اچ‌اچ
آی‌اچ‌اچ (انگلیسی: IHH) شرکت مراقبت سلامت مالزیایی است، که در سال ۱۹۷۴ تأسیس شد.